# 乔治·维维安
乔治·维维安（英語：George Vivian，1872年10月4日—1936年10月6日），加拿大男子射击运动员。他曾代表加拿大参加1908年夏季奥林匹克运动会射击比赛，获得男子团体多向飞碟银牌。